# Pavilon

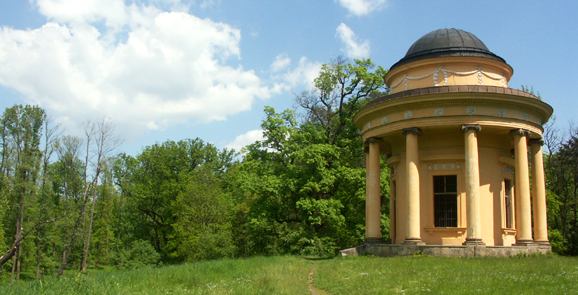
Pavilon Přátelství v parku ve Veltrusích

Pavilon či pavilón (výslovnost rovněž [-on] i [-ón]) je obvykle menší samostatná stavba, respektive menší jednoúčelová budova, jež bývá vystavěna za nějakým speciálním utilitárním účelem a jež často bývá součástí nějakého většího stavebního celku, respektive většího souboru budov či účelového areálu (školního, nemocničního, zámeckého, zahradního, výstavního apod.). Může se jednat např. o nemocniční pavilon, školní pavilon, pavilon pro zvířata v zoologických zahradách (např. pavilon šelem, opic), výstavní pavilon, zámecký pavilon, hudební pavilon apod. Nejčastěji se jedná o přízemní nebo jednopatrovou budovu, někdy i bohatě zdobenou. Též se může jednat o samostatnou zastřešenou část nějaké větší budovy vystupující před její průčelí (zastřešený prostor, respektive přístřešek před jejím vchodem).

## Literární díla
- Pavilon č. 6 - povídka A. P. Čechova z roku 1892 o pobytu v pavilonu psychiatrické léčebny